# 朱柏
湘獻王朱柏（1371年9月12日—1399年5月18日），明朝藩王，明太祖朱元璋第十二子，洪武四年（1371年）生，建文元年（1399年）自焚燒死全宮宮人，享年28岁。生母胡順妃，豫章侯胡美之女。

## 生平
洪武十一年（1378年）朱柏受封湘王，在洪武十八年（1385年）就藩封國荊州府。他自幼聰慧，朱元璋在分封諸王準備就藩到封國時，曾賜給每名皇子一條玉帶配戴在身上，朱元璋命諸王轉身，讓他看看腰帶後方的裝飾品，諸王都轉身背對皇父，唯獨朱柏將腰帶轉過來給父親查看。朱元璋問他為何要這麼做呢？朱柏回答說：「君父不可背也！」朱元璋聽罷大喜。
朱柏性好學問，常讀書並設立「景元閣」招納賢才去校讎（校對、整理）書籍，朱柏亦喜愛談論軍事，他的膂力過人，弓矢刀槊運用自如，騎馬飛快，具有豪邁的氣蓋。而朱柏不論去到何處，必定會隨身攜帶青白色的書囊裝載書籍，即使遇到寒冷或酷熱的天氣，依舊是讀書不輟。途中見到秀麗的山水勝境，朱柏往往流連忘返，必定要為美景賦詩作文，並銘刻於石上。除此之外，朱柏還喜愛道家學說，自號為「紫虛子」。
朱柏風度儒雅，善於書畫詩詞，其書法遒勁，解縉稱其「書法深繹晉人，精思動合矩度。」因朱柏書法精湛，其父朱元璋每有詩作，皆喜愛讓朱柏來書寫。朱柏也頗通畫藝，《明畫錄》稱他善繪嬰兒，惜已無畫作存世，朱柏亦與畫家邊景昭往來，在邊景昭的名作《三友百禽圖》中便蓋有「湘府殿賜」之印。朱柏的詩歌豐腴，清麗飄飄有出塵之想，有《讚張真仙詩》、《讚趙元帥》、《讚真武》等數首詩作留存。
朱柏曾數次率軍出征，洪武年間有降兵於常德發起叛亂，流竄至荊州虎渡河一帶，朱柏曰：「敵軍士氣正盛，必須先挫其銳氣，使他們的軍隊士氣低落，若讓敵軍逃往塞外，禍害將會更嚴重。」朱柏隨即調兵遣將，奮勇作戰，成功擊敗敵軍前鋒，並率兵沿路追擊，使叛軍無法逃入塞外，敵軍屢次戰敗，最後敗退至延安被殲滅，明太祖對朱柏甚是嘉獎，特地召朱柏至京師慰勞其功。洪武三十年（1397年），朱柏奉命擔任副將與楚王朱楨共同討伐古州蠻（貴州少數民族），但擔任主帥的楚王朱楨向朝廷索要軍糧三十萬石，卻又不親臨戰陣指揮軍隊，使這次征討蠻寇的軍事行動頗不順利，明太祖後改命二人修築銅鼓城後率軍返回封國。

## 縱火
洪武三十一年（1398年），得知其父朱元璋驾崩，朱柏哀痛万分，因此萌生了弃世之意。建文元年（1399年），惠帝登基，采取削藩政策，并且在去年，已将周王朱橚废为庶人，流放云南；同时开始防备燕王朱棣，而朱棣在积极准备反叛，同时遣使联络朱柏，约同朱柏起兵反抗朝廷，遭到朱柏拒绝，后遭人指控有意圖謀反、偽造寶鈔及擅虐殺人等罪名，建文帝降旨切責命朱柏入京師訊問，尔后朝中的大臣在開會討論後，決定派遣軍隊把兵器藏在裝滿木材堆的車子裡並偽裝成商隊，直到抵達荊州後，準備逮捕朱柏的兵士出其不意地包圍了朱柏的府邸，朱柏聞訊既驚且怒，仰天嘆道：「唉！我觀前代大臣，遇到昏暴之朝而下獄，往往多自盡而亡。身為太祖之子，父皇逝世，我既不能探望病情，亦不能參與葬禮，抱憾沉痛，活在這世上還有什麼樂趣呢！今日又將受辱於奴僕之輩嗎？我豈能如此苟且求生！」朱柏說罷痛哭不止，與王府眾人飲酒訣別後，朱柏隨即親手鎖門縱火焚燒宮室（遺址今日荆州城内太晖观）及府中眾人，並穿戴好親王的衣冠，手執弓箭騎著白馬躍入火中自盡，當地人袁宏道指當場燒死者都是一些少女。
朱柏無子，死後封國被撤除，惡諡曰戾，永乐初年，明成祖稱帝後說朱柏無罪而死，改諡曰獻，並設置祠官守其陵園。

## 墓地
湘献王墓建在太晖观西侧的平地上。1997年12月,湖北荆州古城的村民发现巨大盗洞，迅速报告当地文物部门。由于墓室内积水，淤泥较深，随葬器物未被盗走。 1998年，荆州博物馆对该墓进行了抢救性发掘，出土的随葬器物共计646件，一說文物883件。荆州博物馆展品有出土謚冊。

## 作品
|  | 《讚張真仙詩》 張玄玄，愛神仙。 朝飲九渡之清流，暮宿南巖之紫煙。 好山劫來知幾載，不與景物同推遷。 我向空山尋不見，徒淒然。 孤廬空寂大松裏，獨有老獼松下眠。 張玄玄，愛神仙。 匪抑乘飈游極表，茅龍想馭游青天。 |

## 家庭

### 妻妾
- 王妃吳氏，靖海侯吳禎之女[13]，洪武十八年冊封為湘王妃。

### 女
- 第一女，幼殤。
- 第二女，幼殤。